# Maria das Dores de Carvalho
Maria das Dores de Carvalho, baronesa e viscondessa Rio Preto (Capitânia de Minas Gerais Estado do Brasil no Reino de Portugal, 1815 - Valença, 12 de janeiro de 1873) foi uma nobre brasileira.